# Joe Zaharko
Joe Zaharko (* um 1910; † 20. oder 21. Jahrhundert) war ein kanadischer Badmintonspieler.

## Karriere
Joe Zaharko siegte 1936 und 1937 im Herrendoppel bei den Ontario Championships. Im erstgenannten Jahr war er dort mit Rod Phelan erfolgreich, im letztgenannten mit Jack Sibbald. Mit Sibbald gewann er 1937 auch den nationalen kanadischen Titel im Doppel.

## Sportliche Erfolge
| Saison | Veranstaltung                 | Disziplin    | Platz | Name                       |
| ------ | ----------------------------- | ------------ | ----- | -------------------------- |
| 1936   | Ontario Championships         | Herrendoppel | 1     | Rod Phelan / Joe Zaharko   |
| 1937   | Ontario Championships         | Herrendoppel | 1     | Jack Sibbald / Joe Zaharko |
| 1937   | Kanada: Einzelmeisterschaften | Herrendoppel | 1     | Jack Sibbald / Joe Zaharko |